# Patrick Nieuwenhuyse
Patrick Nieuwenhuyse (Delft, 10 maart 1964) is een Nederlandse classicus, schrijver en docent.

## Loopbaan
Nieuwenhuyse studeerde van 1982-1987 klassieke talen en Italiaans aan de Universiteit Utrecht. Na eerst lange tijd actief te zijn geweest als reisleider in het Midden-Oosten is hij sinds 1991 werkzaam als docent klassieke talen op diverse middelbare scholen.